# 門真市立五月田小学校
門真市立五月田小学校（かどましりつ さつきだしょうがっこう）は、大阪府門真市にある公立小学校。創立記念日は11月22日。校名は、敷地の小字から来ている。

## 沿革
- 1976年4月1日 門真市立沖小学校より分離開校。
- 1976年7月　プール完成。
- 1978年2月19日 校歌・校章制定。

## 通学区域
門真市 打越町、五月田町、北島町、岸和田町。

## 交通
- 京阪バス 試験場前バス停 南東へ約900m。
- 京阪バス・近鉄バス 門真団地バス停 西へ約900m。
- 地下鉄長堀鶴見緑地線 門真南駅 北へ約1.6km。
- 京阪本線 古川橋駅 南東へ約2km。